# Định luật Hubble
Định luật Hubble, còn được gọi là định luật Hubble-Lemaître, là việc quan sát trong vũ trụ học vật lý rằng:
1. Đối tượng quan sát được trong vũ trụ ngoài Ngân Hà - liên thiên hà, 10 mega parsec (Mpc) trở lên - có một dịch chuyển đỏ, hiểu như là một vận tốc tương đối di chuyển ra xa khỏi Trái Đất;
2. Sự dịch chuyển Doppler này - vận tốc được bảo đảm của các thiên hà khác nhau rút ra từ Trái Đất tỷ lệ thuận với khoảng cách của chúng so với Trái Đất đối với các thiên hà cách xa vài trăm megaparsec.[2][3]

Định luật của Hubble được coi là cơ sở quan sát đầu tiên cho sự mở rộng của vũ trụ và ngày nay đóng vai trò là một trong những bằng chứng thường được trích dẫn nhất để hỗ trợ cho mô hình Big Bang. Chuyển động của các vật thể thiên văn chỉ do sự giãn nở này được gọi là dòng chảy Hubble.
Mặc dù quan sát này đa số được quy cho Edwin Hubble, khái niệm vũ trụ giãn nở với tốc độ có thể tính toán được xuất phát đầu tiên từ các phương trình tương đối tổng quát vào năm 1922 bởi Alexander Friedmann. Friedmann đã xuất bản một bộ phương trình, hiện được gọi là phương trình Friedmann, cho thấy vũ trụ có thể giãn nở và trình bày tốc độ mở rộng nếu đây là trường hợp. Sau đó, Georges Lemaître, trong một bài báo năm 1927, đã độc lập rằng vũ trụ có thể đang giãn nở, quan sát tỷ lệ giữa vận tốc hồi quy và khoảng cách với các vật thể ở xa, và đề xuất một giá trị ước tính của hằng số tỷ lệ, khi được sửa bởi Hubble được gọi là Hằng số Hubble. Mặc dù hằng số Hubble {\displaystyle H_{0}} gần như không đổi trong không gian khoảng cách vận tốc tại bất kỳ thời điểm nào, thông số Hubble {\displaystyle H}, mà hằng số Hubble là giá trị hiện tại, thay đổi theo thời gian, do đó, thuật ngữ 'hằng số' đôi khi được coi là phần nào hiểu sai. Hơn nữa, hai năm sau, Edwin Hubble đã xác nhận sự tồn tại của sự giãn nở vũ trụ và xác định một giá trị chính xác hơn cho hằng số hiện mang tên ông. Hubble đã suy ra vận tốc suy thoái của các vật thể từ các dịch chuyển đỏ của chúng, nhiều trong số đó đã được đo trước đó và liên quan đến vận tốc của Vesto Slodes vào năm 1917.
Định luật này thường được diễn tả bằng phương trình v = H0D với H0 các hằng số tỉ lệ-Hubble không đổi giữa "khoảng cách thích hợp" D để một thiên hà, trong đó có thể thay đổi theo thời gian, không giống như các khoảng cách đồng chuyển động, và vận tốc của nó v, tức là đạo hàm của khoảng cách thích hợp đối với tọa độ thời gian vũ trụ. (Xem cách sử dụng khoảng cách thích hợp để biết một số thảo luận về sự tinh tế của định nghĩa 'vận tốc' này.) Ngoài ra, đơn vị SI của H0 là s−1, nhưng nó được trích dẫn thường xuyên nhất theo đơn vị (km/s)/Mpc, do đó cho tốc độ tính bằng km/s của thiên hà cách chúng ta 1 mêgaparsec (3,1×1019 km). Hằng số Hubble là khoảng 70 (km/s)/Mpc. Đối ứng của H0 là thời gian Hubble.